# منر کریک (کنتاکی)
منر کریک (به انگلیسی: Manor Creek) شهری در ایالت کنتاکی کشور ایالات متحده آمریکا است که جمعیت آن در سرشماری سال ۲۰۱۰ میلادی، ۱۴۰ نفر بوده‌است.